# Гребнєв Григорій Микитович
Григо́рій Мики́тович Гребнєв (справжнє прізвище Грибоно́сов; 5 (18) січня 1902 — 30 березня 1960) — радянський письменник і журналіст, репортер, автор науково-фантастичних та пригодницьких творів.

## Біографія
Народився в Одесі. Від 14 років почав працювати, воював на фронтах Громадянської війни, працював репортером газет «Гудок», «Комсомольська правда», «Селянська газета». Учасник Німецько-радянської війни.
Син — Григорій Грибоносов-Гребнєв (нар. 1950), прозаїк.

## Творчість
Літературну діяльність розпочав 1930 року.
Як письменник-фантаст є яскравим представником довоєнної радянської пригодницько-пізнавальної наукової фантастики. У фантастичному оповіданні «Неушкоджена» (рос. Невредимка; 1939) (пізніше переробленому на повість «Південне сяйво» (рос. Южное сияние) описує винахід «глибинного енергетичного скафандра», що відкидає будь-яке тіло, яке зіткнулося з ним. Один із найвідоміших творів Гребньова — фантастичний роман «Арктанія. (Летюча станція)» (рос. Арктания. (Летающая станция); 1937; 1938; у переробленому вигляді — 1955, «Таємниця підводної скелі» (рос. Тайна подводной скалы)). Сюжет роману, на який автора надихнув дрейф першої радянської полярної станції Північний полюс-1, побудовано навколо величезного дирижабля — наукової станції, «підвішеної» над Північним полюсом — і розповідає про протидію паліям війни з таємної та могутньої організації «хрестовиків» (прообраз німецьких нацистів), яка мріє використати Арктику як плацдарм для нападу на СРСР.
Відома також пригодницька повість Гребнєва «Зниклий скарб» (рос. Пропавшее сокровище) про пошуки бібліотеки Івана Грозного .
Працював як сценарист, написав сценарій до фільму «Білий пудель».
У повоєнні роки письменник не встиг закінчити повість «Світ інший» (рос. Мир иной), присвячену контакту з високорозвиненою позаземною цивілізацією. Повість відредагував (фактично написав за чернетками покійного автора) А. Стругацький, 1961 року вона вийшла в одному томі зі «Зниклим скарбом» у серії «Бібліотека Пригод та Наукової Фантастики».
Залишив спогади про Ісака Бабеля.

## Твори

### Книги
- Гребнев Г. Арктания: (Летающая станция): Фантаст. роман. — М.-Л. : Детиздат, 1938. — 208 с. — 25300 прим.
- Гребнев Г. Тайна подводной скалы. Научно-фантастические повести. — Вологда : Областная книжная редакция, 1955. — 238 с. — 30000 прим.
- Гребнев Г. Невидимый свет: Сб. науч.-фантаст. и приключен. рассказов / Сост. и авт. предисл. Б.Ляпунов. — М. : Молодая гвардия, 1959. — 192 с. — 165000 прим.
- Гребнев Г. Пропавшее сокровище. Мир иной. Повести. — М. : Детская литература, 1961. — 256 с. — («Библиотека Приключений и Научной Фантастики») — 215000 прим.
- Гребнев Г. Арктания. Пропавшее сокровище. — М. : Правда, 1991. — 352 с. — 50000 прим.
- Гребнев Г. Тайна подводной скалы. Фантаст. повесть. — М. : Ad Marginem Press, 2003. — 219 с. — 5000 прим. — ISBN 5933210617.
- Гребнев Г. Пропавшее сокровище Приключен. повест. — М. : Ad Marginem Press, 2003. — 222 с. — 5000 прим. — ISBN 5933210765.

### Публікації в періодиці
- Гребнев Г. Летающая станция: Фантастический роман-хроника // Пионер. — 1937. — № 10-12 (29 березня).
- Гребнев Г. Невредимка // Вокруг света. — 1939. — № 3 (29 марта). — С. 7-10.
- Гребнев Г. Пятьдесят смертей генерала Мерка: Рассказ // Огонёк. — 1946. — № 13 (29 березня). — С. 25-26.
- Гребнев Г. Невредимка // Искатель. — 1962. — № 1 (29 березня). — С. 141-151.
- Гребнев Г. Летающая станция:[Отр. из романа “Арктания”] // Уральский следопыт. — 1975. — № 4 (29 березня). — С. 53.